# Inocybaceae
Famille

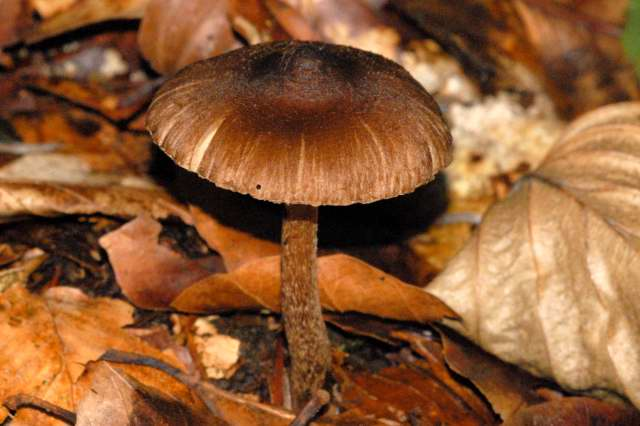
Inocybe asterospora

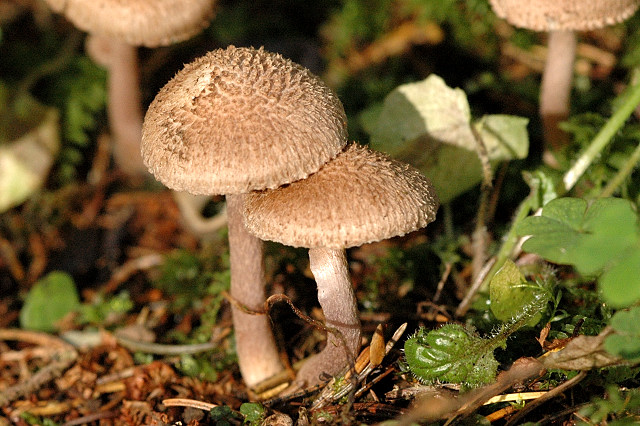
Inocybe lanuginosa

La famille des Inocybaceae (Inocybacées) est une famille de champignons du clade VI de l'ordre des Agaricales. 
Selon une estimation de 2008, la famille des Inocybaceae contient 13 genres et 821 espèces. Les membres de cette famille ont une distribution très répandue dans les zones tropicales et tempérées. Les principaux genres connu dans l'hémisphère nord sont Inocybe, et Naucoria.
Le genre type des Inocybaceae, Inocybe, était auparavant placé dans la famille des Cortinariaceae. Malgré cela, Jülich a déplacé le genre dans une nouvelle famille, les Inocybaceae. Plus tard[Quand ?], la famille des Cortinariaceae s'est avérée être polyphylétique[réf. nécessaire]. En outre, les analyses phylogénétiques des régions RPB1, RPB2 et nLSU- ADNr d'une variété de taxons du genre Inocybe[réf. nécessaire] appuierait la décision de Jülich qui élève le genre Inocybe au niveau d'une famille. Des études phylogénétiques[réf. nécessaire] ont également déplacé Tubaria dans le clade des Tubarieae.

## Phylogramme des Inocybaceae
- Agaricales
  - Clade VI Agaricoïdes
    - Agaricaceae
      - Hymenogastraceae
      - Tubarieae
      - Inocybaceae
        - Inocybe
          - Inocybe unicolor
          - Inocybe dulcarma
            - Inocybe mutata
            - Inocybe cookei
              - Inocybe lilacina
              - Inocybe asterospora

        - Crepidotaceae
          - Pleuroflammula
            - Simocybe
              - Crepidotus

## Principaux genres

### Episphaeria
- Episphaeria fraxinicola

#### Inocybe
Près de 200 espèces dans l'hémisphère nord:
vide

#### Phaeomyces
- 2 espèces

#### Tubariomyces
- 2 espèces méditerranéennes

#### Chromocyphella
- Chromocyphella muscicola ((Fr.) Donk 1959)
- quatre autres espèces hors europe

#### Flammulasterou Naucories

##### Europe

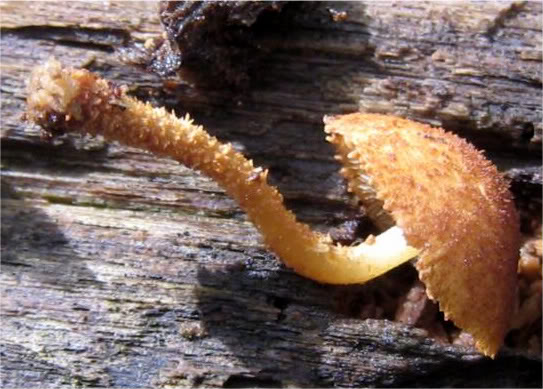
Naucorie ou flammulaster erinaceella

- Flammulaster carpophiloides ((Kühner) Watling 1967)
- Flammulaster carpophilus ((Fr.) Earle), Naucorie des faînes
- Flammulaster denticulatus (Orton 1984)
- Flammulaster ferrugineus ((Maire) Watling 1967) Naucorie ferrugineuse
- Flammulaster fusisporus ((Ort.) Watling 1967)
- Flammulaster gracilis ((Quélet) Watling 1967)
- Flammulaster granulosus ((Lge) Watling 1967) Flammule grumeleuse
- Flammulaster limulatoides (Orton 1984)
- Flammulaster muricatus ((Fr.) Watling 1967)
- Flammulaster speireoides ((Romagn.) Watling 1967

##### Canada
- Flammulaster erinaceella (Québec)

#### Phaeomarasmius
- Phaeomarasmius erinaceus ((Fr. : Fr.) Kühner 1937), Naucorie hérisson
- Phaeomarasmius rimulincola ((Lasch ex Rabenh.) Scherff. 1914)
- 20 espèces hors europe

#### Tubariaou Tubaires
- Tubaria autochtona ((Berk. & Br.) Saccardo 1887), Tubaire de l'aubépine
- Tubaria confragosa ((Fr.) Kühner ex Harmaja 1978), Tubaire annelée
- Tubaria conspersa ((Pers. : Fr) Fayod 1889), Tubaire voilée, Tubaire floconneuse
- Tubaria furfuracea ((Pers. : Fr.) Gillet 1876), Tubaire furfuracée, Tubaire commune
- Tubaria hiemalis (Romagnesi ex Bon 1973), Tubaire hivernale
- Tubaria major ((Bon & Trimbach) P. Roux & P.-A. Moreau 2008)
- Tubaria minutalis (Romagn. 1937)
- Tubaria pallidospora (Lge. 1940)
- Tubaria romagnesiana (Arnolds 1982) Tubaire de Romagnesi
- Tubaria segestria ((Fr. : Fr.) Ri.)

### Amérique du Sud

#### Phaeosolenia
- Phaeosolenia betulae
- Phaeosolenia brenckleana
- Phaeosolenia granulosa
- Phaeosolenia inconspicua
- Phaeosolenia ochropilosa
- Phaeosolenia pelargonii
- Phaeosolenia platensis
- Phaeosolenia ravenelii